# Robert Culp
Robert Martin Culp (Oakland, California, 16 de agosto de 1930 - Los Ángeles, California, 24 de marzo de 2010) fue un actor de televisión y cine y guionista estadounidense. 
Era conocido internacionalmente por su papel como Kelly Robinson junto a Bill Cosby, en la serie de televisión Soy espía (1965-1968), conocida en Hispanoamérica como Yo soy espía. Además, participó en Bob & Carol & Ted & Alice (1969), El gran héroe americano (1981-1983), con William Katt, y en la película western Hannie Caulder (1971), junto a Raquel Welch y Ernest Borgnine. También apareció como «villano» en diversas ocasiones en la famosa serie Columbo, protagonizada por Peter Falk. Fue el padre de C. C. Babcock en The Nanny. 
Robert Culp puso la voz al Dr. Wallace Breen en la versión en inglés de Half-Life 2; sus monólogos en City 17 acompañaron a los jugadores durante buena parte de sus partidas.